# Santo Domingo (Nicaragua)
Santo Domingo è un comune del Nicaragua facente parte del dipartimento di Chontales.